# Мари (Козенца)
Мари је насеље у Италији у округу Козенца, региону Калабрија.
Према процени из 2011. у насељу је живело 152 становника. Насеље се налази на надморској висини од 469 м.